# 癶部
癶部，為漢字索引中的部首之一，康熙字典214個部首中的第一百〇五個（五劃的則為第十一個）。在傳統漢字與中文簡化字中，其都被歸為五劃部首。癶部通常是從正上方為部字。且無其他部首可用者將部首歸為癶部。

## 部首單字解釋
兩腳相背，行動不順。見說文。

## 字形

小篆

## 名称
- 漢語：癶部　（拼音：bòbù）（注音：ㄅㄛ ㄅㄨˋ）
- 越南語：bát

## 字例
（依Unicode排名）
| 除部首外之筆劃 | 字例     |
| -------------- | -------- |
| 0              | 癶       |
| 3              | 癷       |
| 4              | 癸 癹 発 |
| 7              | 登 發    |
| 10             | 𤼸       |